# Paudalho
Paudalho es un municipio brasileño del estado de Pernambuco, que tiene una población de 56.933 habitantes (202020), datos por el IBGE.

## Historia
En lo que hoy es la ciudad de Paudalho, se comenzó a explotar el  palo de Brasil a fines del siglo XVI. El nombre de la ciudad de Paudalho surge de la derivación de un gran árbol secular que exudaba un olor completamente similar al ajo que existía en la margen derecha del río Capibaribe.
La ocupación organizada de las tierras comenzó con un asentamiento indígena promovido por los sacerdotes franciscanos:  la aldea Miritiba (corrupción del término "Tupi Mbiri-Tyba", que, en palabras de Teodoro Sampaio, significa juncal). Este pueblo estaba ubicado en los extremos de Goiana , Igarassu y Tracunhaém , en el margen izquierdo del río Capibaribe. Posteriormente, la región creció bajo el impulso del cultivo de la caña de azúcar y se establecieron varios ingenios en la región. El primer registro es de Engenho Mussurepe, instalado alrededor de 1630.
El pueblo de Paudalho apareció alrededor del molino Paudalho, propiedad del portugués Joaquim Domingos Teles.
La ciudad llamó la atención de la prensa por haber marchado contra COVID-19 en marzo de 2020, cuando hay una fuerte campaña internacional para que las personas se queden en sus casas evitando las multitudes para no propagar el virus. La medida fue realizada por estudiantes y profesores, y la acción aún fue aplaudida por el Gobierno del Estado.

## Economía
Las principales actividades económicas de Paudalho se basa en la extracción de caña de azúcar.

### Indicadores Económicos
| Población | PIB x (1000 USD). | PIB pc (R $) | EP    |
| --------- | ----------------- | ------------ | ----- |
| 47337     | 158808            | 3226         | 0,29% |

### Economía por Sector
| Sector primario | Sector secundario | Sector servicios |
| --------------- | ----------------- | ---------------- |
| 14:24%          | 16,67%            | 69,09%           |

## Indicadores de Salud
| IDH (2000) | Hospitales (2007) | Camas de los hospitales (2007) | La mortalidad infantil cada 1000 (2005) |
| ---------- | ----------------- | ------------------------------ | --------------------------------------- |
| 0,67       | 2                 | 114                            | 17,3                                    |